# Bayreuther Schneidmühle
Bayreuther Schneidmühle ist ein Wohnplatz des Marktes Nordhalben im Landkreis Kronach (Oberfranken, Bayern).

## Geographie
Die ehemalige Einöde ist heute Haus Nr. 4 und 7 von Bahnhof, das mittlerweile zu Nordhalben zählt. Sie liegt im tief eingeschnittenen Tal der Rodach. Die Staatsstraße 2198 verläuft die Rodach entlang nach Thomasmühle bei Nordhalben (0,5 km nördlich) bzw. nach Stoffelsmühle (1 km südlich).

## Geschichte
Gegen Ende des 18. Jahrhunderts gehörte die Bayreuther Schneidmühle zur Realgemeinde Grund. Das Hochgericht übte das bayreuthische Richteramt Lichtenberg aus. Die Grundherrschaft hatte das Kastenamt Lichtenberg inne.
Unter der preußischen Verwaltung (1792–1806) des Fürstentums Bayreuth erhielt die Bayreuther Schneidmühle bei der Vergabe der Hausnummern die Nr. 10 des Ortes Grund. Von 1797 bis 1808 unterstand der Ort dem Justiz- und Kammeramt Naila. Mit dem Gemeindeedikt wurde Bayreuther Schneidmühle dem 1808 gebildeten Steuerdistrikt Steinbach bei Geroldsgrün und der 1818 gebildeten Ruralgemeinde Heinersberg zugewiesen. Nach 1904 wurde der Ort in den Amtlichen Ortsverzeichnissen nicht mehr aufgelistet.

### Einwohnerentwicklung
| Jahr      | 001818 | 001861 | 001871 | 001885 | 001900 |
| Einwohner | *      | 5      | 5      | 7      | 10     |
| Häuser    | *      |        |        | 1      | 1      |
| Quelle    | [ 6 ]  | [ 7 ]  | [ 8 ]  | [ 9 ]  | [ 10 ] |

## Religion
Der Ort ist evangelisch-lutherisch geprägt und war ursprünglich nach St. Jakobus (Geroldsgrün) gepfarrt. Seit den 1920er Jahren wird die Bayreuther Schneidmühle von der evangelischen Jubilate-Kirche in Grund betreut, die zunächst eine Pfarrvikarie war, mittlerweile zur Pfarrei Heinersberg-Nordhalben erhoben wurde.

## Weblink
- Bayreuther Schneidmühle in der Ortsdatenbank des bavarikon, abgerufen am 20. August 2021.